# Izlandi Szabadállam

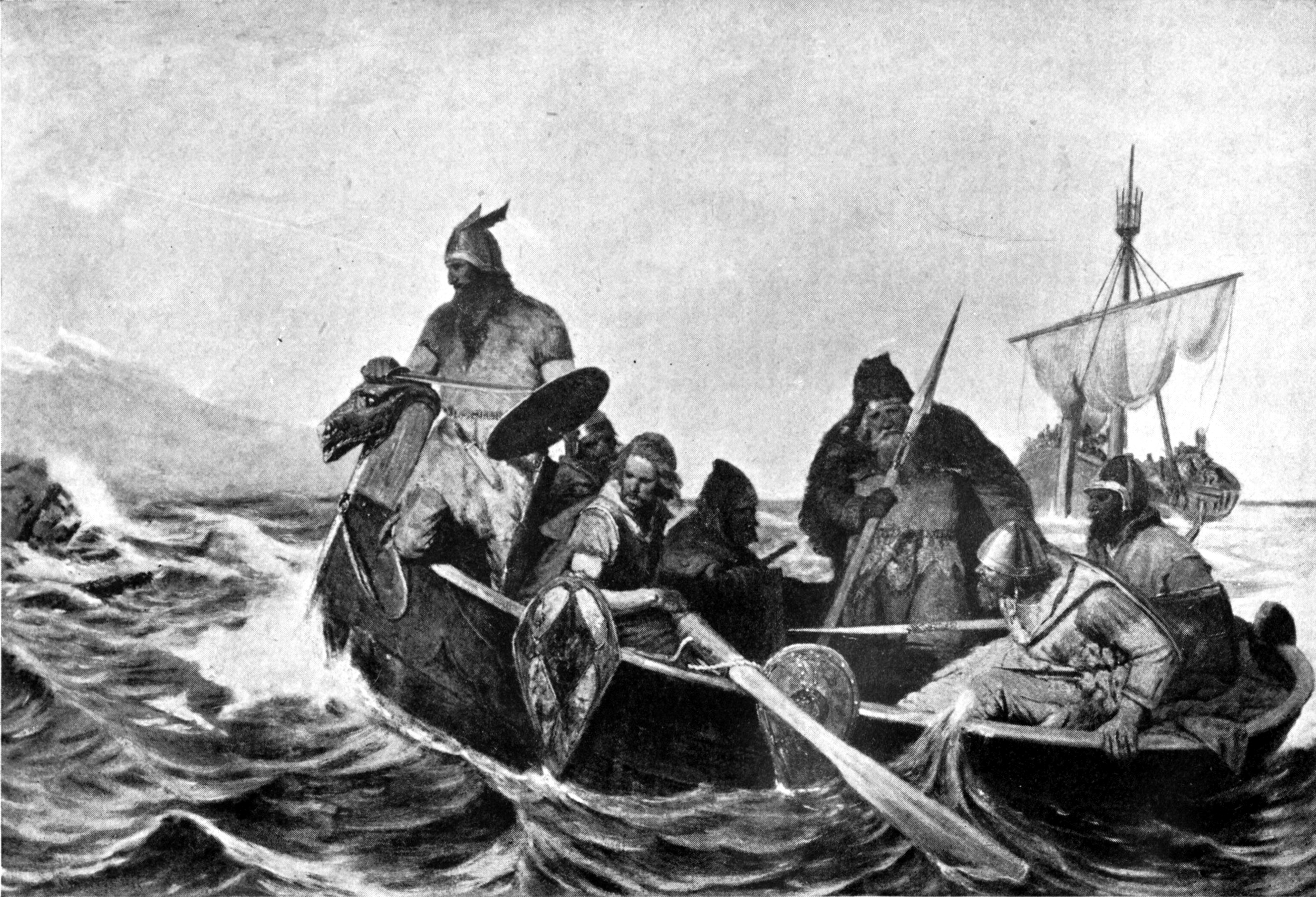
Hélène Adeline Grueber: Norvégiai telepesek kikötnek Izlandon (1909)

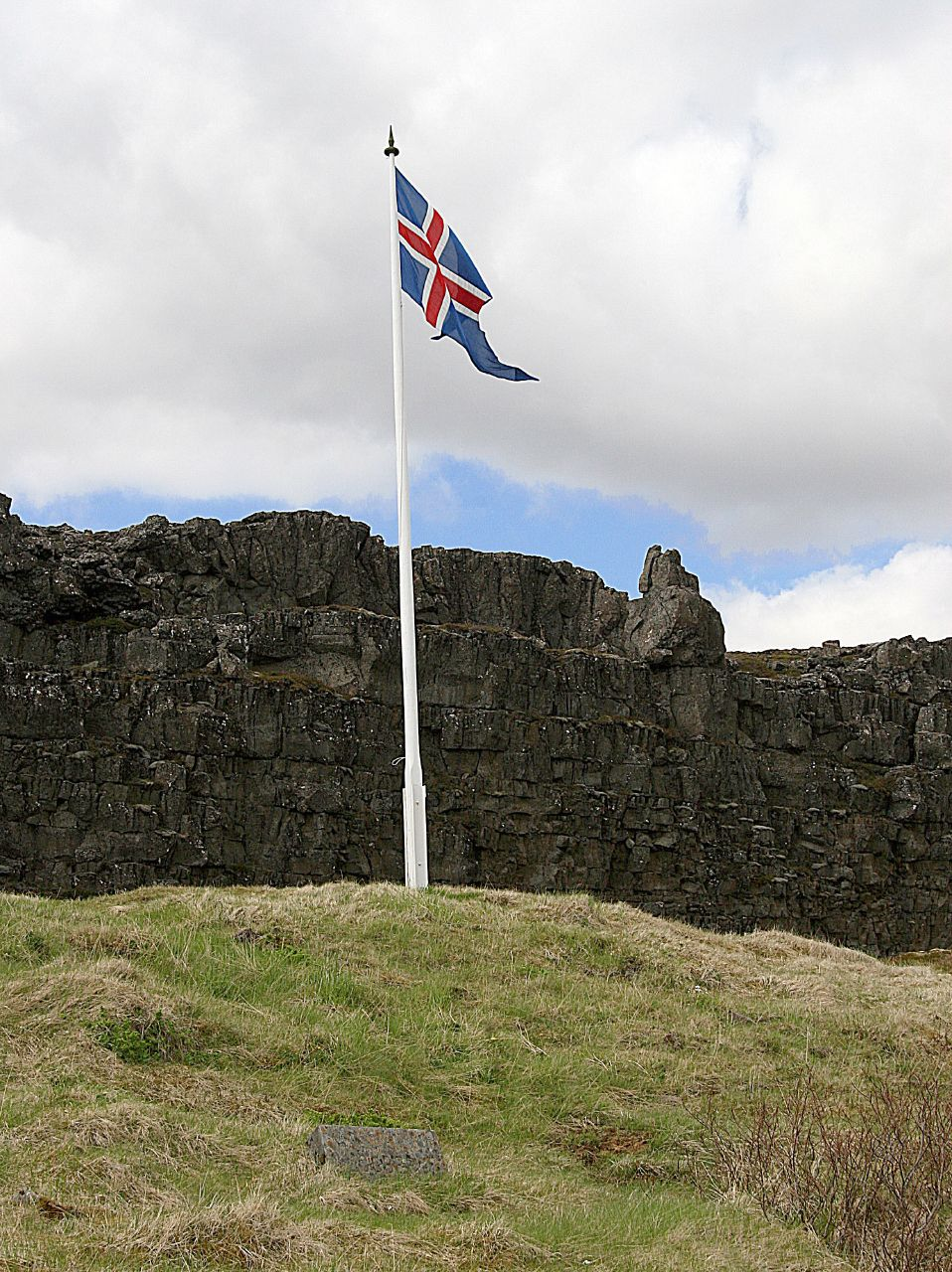
A Törvényszikla (Lögberg), ahol 930-tól hangosan kihirdették az Althing hozta új törvényeket

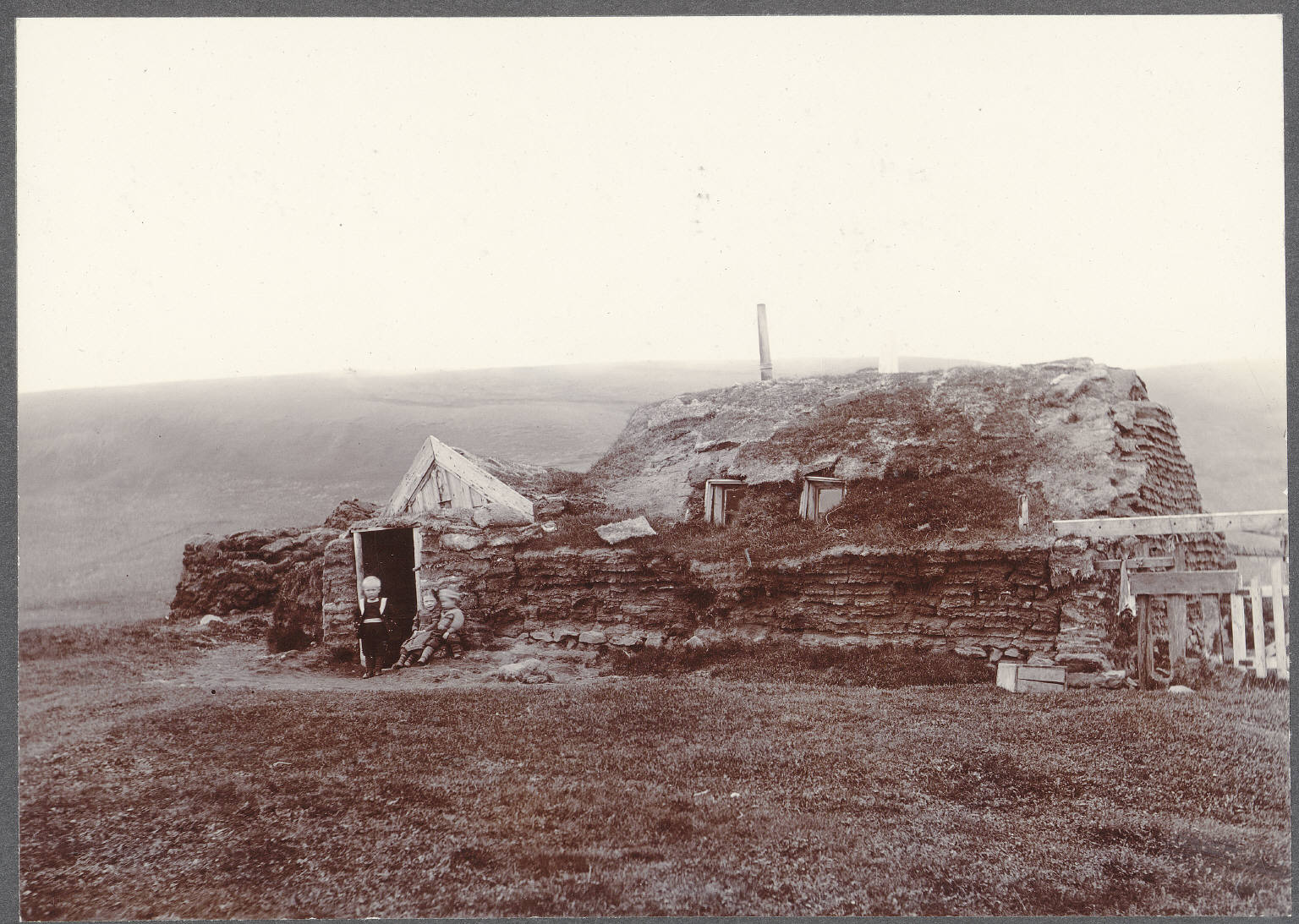
Izland népe a korban többnyire ilyen és ehhez hasonló tőzegházakban élt a középkorban

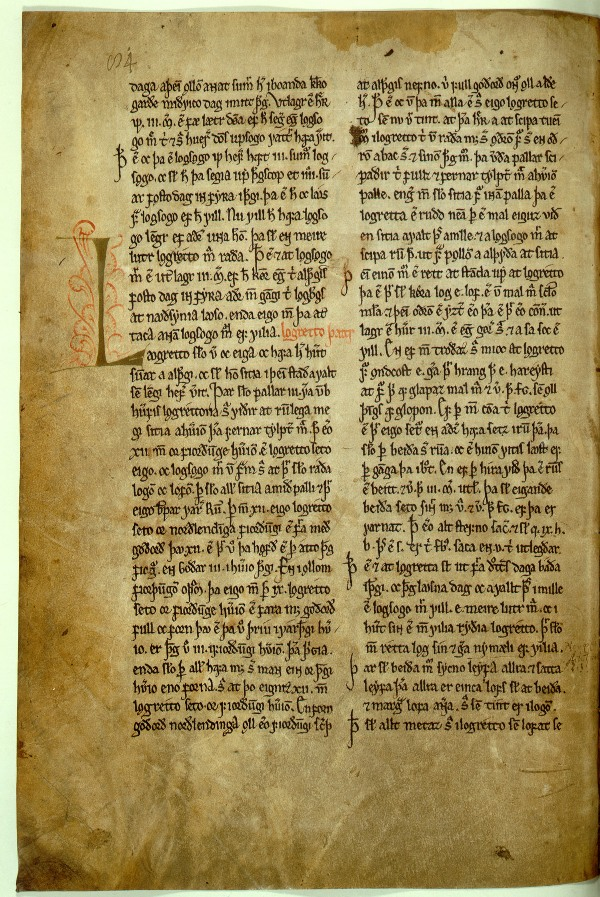
Izlandi törvénykönyv 1157-ből

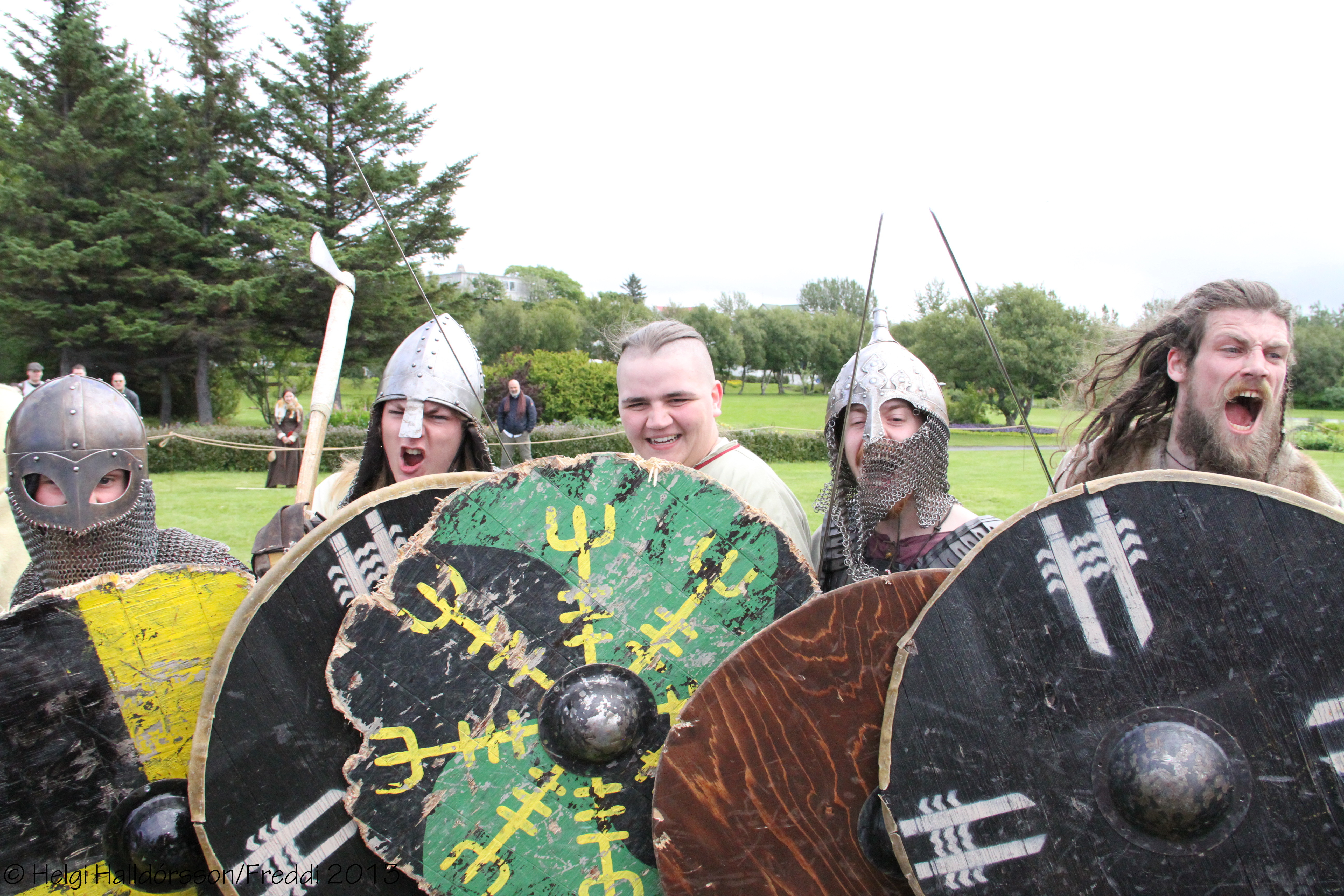
Történelmi hagyományőrzők Izlandon: a középkori izlandi szerviensek is ilyen fegyverzetet viselhettek a harcokban

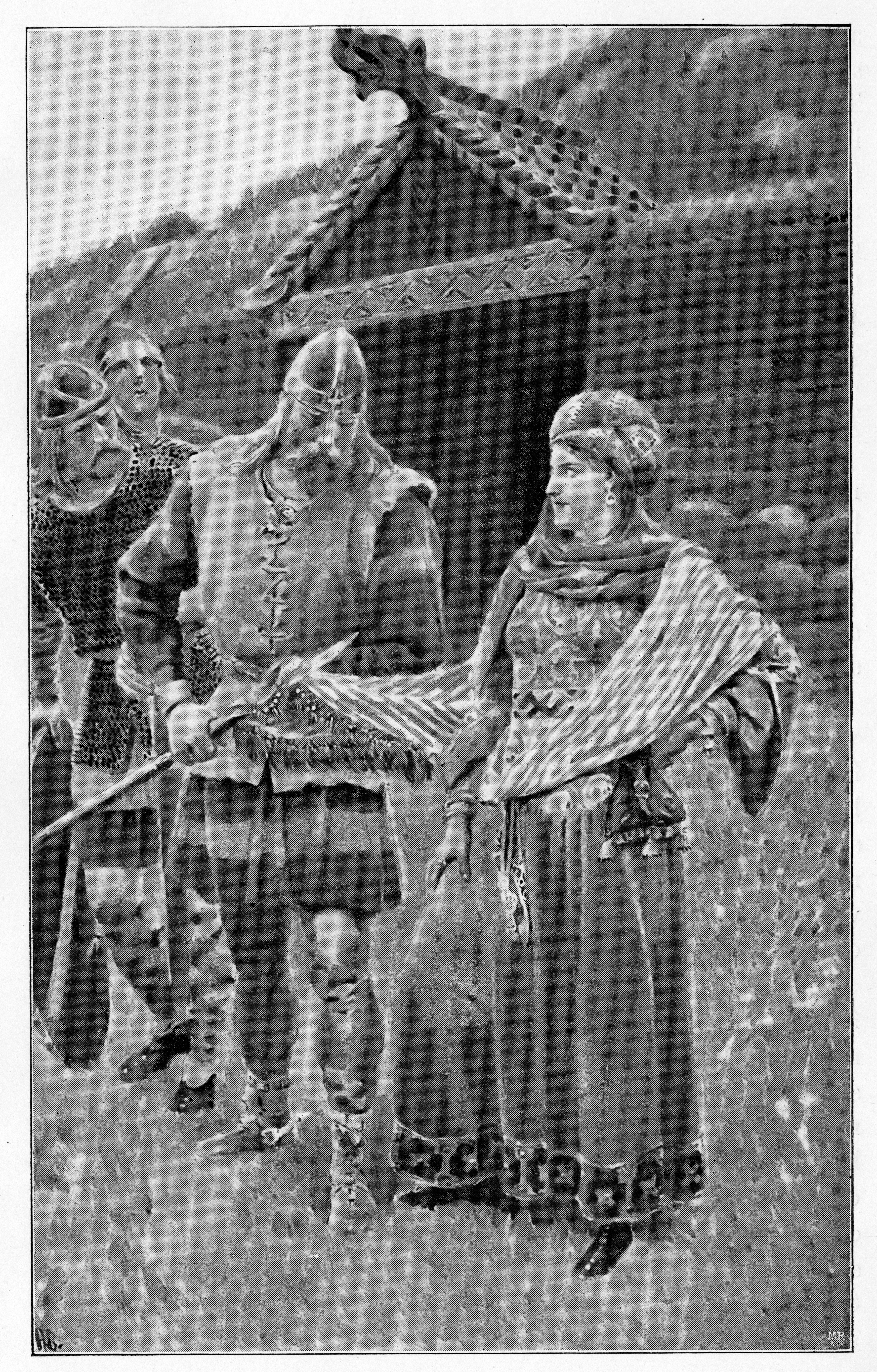
1898-ban, a Laxdæla sagá-hoz készült illusztráció így ábrázolja a középkori izlandiak öltözetét

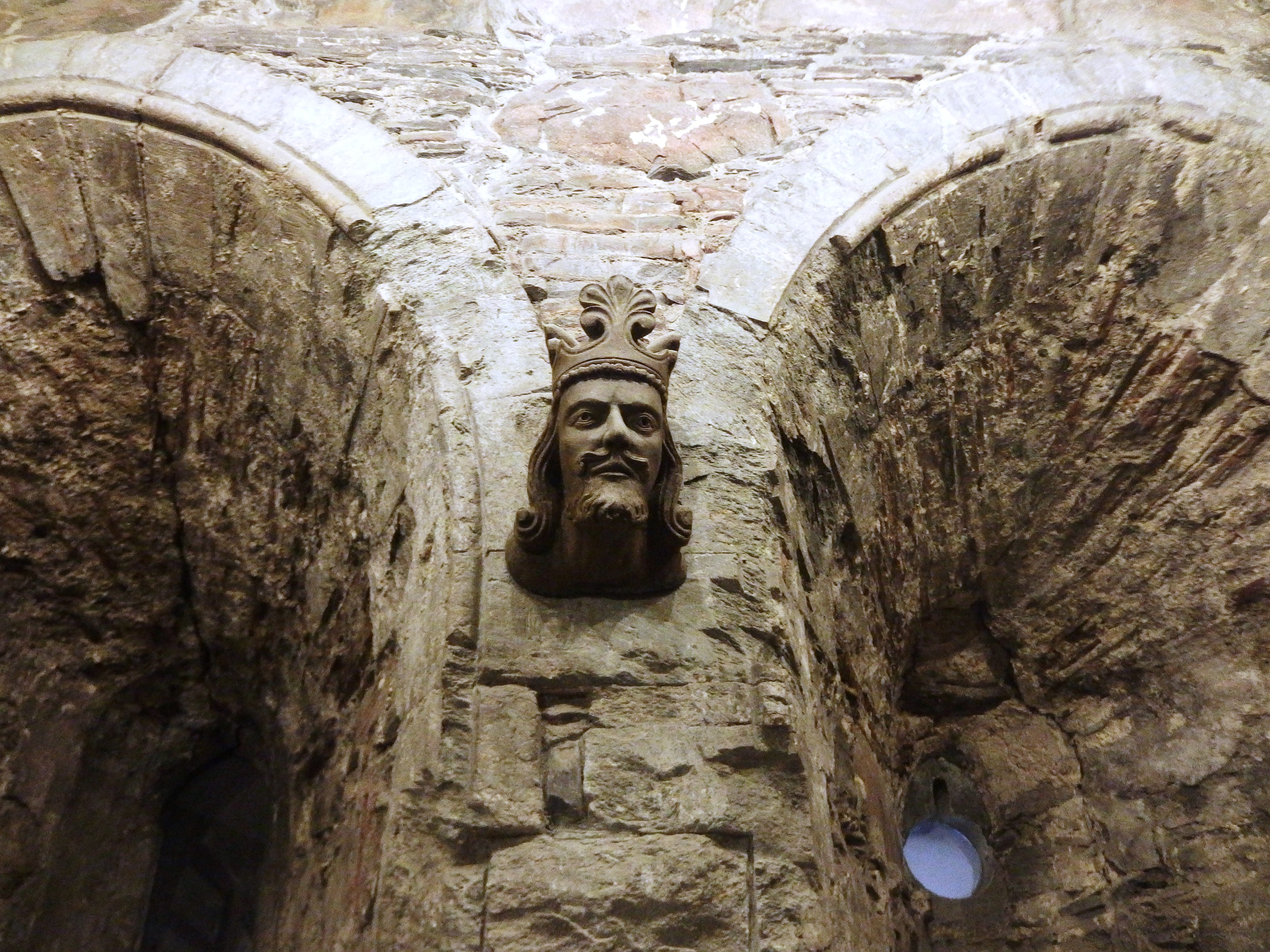
IV. Haakon domborműve Bergenben.

Az izlandi szabadállam a 930 és 1262 között a mai Izlandon fennálló független viking közösségek szervezete volt. Létrejöttét az Althing (az első izlandi és egyúttal első európai parlament) megalakulásától számítják. 1262-ben a sziget Norvégia részévé vált, később dán-norvég közös uralom alá került.

## Előzmények
Izlandot korábban csak remeteéletet folytató ír szerzetesek lakták, akik a vikingek megjelenésével otthagyták a szigetet. 870-től már szervezett módon érkeztek a telepesek főleg Norvégiából. Az első hullámot Ingólfur Arnarson és Hjörleifur Hródmarsson alkották, akik magukkal hozták családtagjaikat, szolgáikat és szervienseiket. A kivándorlás motivációja különféle okokra vezethető vissza: túlnépesedés, I. (Széphajú) Harald norvég király központosítási törekvései, belső feszültségek, stb. Sokan Izlandon reméltek találni új földeket és fenntartani azt a korábbi szabad törzsfői rendszert, amit Harald Norvégiában felszámolt.
De nemcsak Norvégiából keltek útra Izlandnak csoportok, hanem az írországi és skóciai viking kolóniákból is, akik magukkal hozták kelta alattvalóikat, így telepedtek meg skótok és írek is Izlandon, akik részesei lettek az izlandi nép kialakulásának.
Az új földek foglalását illetően már ekkoriban szabályok születtek, de a valóságban minden az adott csoport katonai vagy gazdasági erejétől függött, így különböző méretű földbirtokok alakultak ki. A birtokok mentén létrejöttek a különféle körzetek is, élükön a goðar-okkal, akiknek kezében a politikai és vallási hatalom egyszerre összpontosult.

## A belső megszerveződés
930-ra már nem voltak Izlandon szabadon elfoglalható földek, ennek ellenére még történtek bevándorlások a szigetre. A sziget lakói meg akarták őrizni a régi norvégiai joggyakorlatot a körzetek kialakításával és a helyi közgyűlések (a thingek) rendszerét is igyekeztek fenntartani. Bár tévesen demokratikus rendszernek tartják a korai izlandi berendezkedést, a valóságban a goðarok irányították a sziget politikai életét, hatalmuk pedig összefüggött birtokaik és vagyonuk mértékével, valamint szervienseik számával. Ez utóbbiak voltak ún. thingmen-ek (gyűlési emberek), akik fegyverrel szolgálták a goðit, s a gyűléseken való részvétel számukra kötelező volt.
Izlandon az első Althing összehívásakor 13 körzet létezett, mindegyik élén egy goði állt, akik Thingvellirben gyűltek össze a közös ügyek megvitatására. 870-ben már volt egy kisebb közgyűlés Kjalarnessben, amit még Ingólfur Arnarson fia Þorsteinn Ingólfsson kezdeményezett és egy megbízottja Úlfljótr három évig Norvégiában tanulmányozta az ottani törvényeket azon célból, hogy néhányat Izlandon is meghonosítsanak. Ezek a rendelkezések főleg még a földek kisajátításának szabályozásáról szóltak.
A rendes althingi ülések két hétig zajlottak, amikor a sziget minden tájáról érkeztek az eseményre emberek. Az Althing fő szerve a Lögrétta volt, amelynek 39 goðar és azok tanácsadói voltak a tagjai. A Lögrétta hozta vagy törölte el a törvényeket. Háromévenként egy fiskális funkcióval bíró személyt, az ún. lögsögumaður-t is választottak. Volt továbbá egy szónok, aki egy sziklamagaslatról, a Lögberg-ről (Törvényszikla) hangosan elszavalta az új vagy a pontosított törvényeket.
Az Althing a korai időkben vallásos szereppel is bírt, ugyanis a pogány viking istenek tiszteletére is tartottak itt szertartásokat. Mások üzleteltek egymással, de még eljegyzések és házasságok is megkötésre kerültek.

## A sziget jog- és közigazgatási rendszere
Izland 13 körzete négy nagyobb közigazgatási régióra, ún. fjörðungar-ra oszlott, melyek mindegyikét kilenc goðar uralta, akik egy-egy körzet élén álltak. Az Althingon belül négy negyedesbíróság (fjórðungsdómur) is létezett, 36 fős bírói testülettel. Mindegyik bírót valamelyik goði nevezte ki. Ezen bíróságok egyedi ügyeket vizsgáltak, míg regionális szinten helyi bíróság intézkedtek, amelyek valamelyik negyedesbíróság hatáskörébe tartoztak a legfelsőbb szinteken. A negyedesbírók döntéseit erős többséggel kellett elfogadni: ha a bírák közül csak hat nem értett már egyet egy kérdésben, akkor az ügy holtpontra jutott és megszüntették az eljárást. A probléma kiküszöbölésére 1005-ben egy ötödik bíróságot is létrehoztak, amely fellebbviteli intézményként funkcionált és ahol már elegendő volt az egyszerű többség.
A büntetésvégrehajtást nem a bíróság, vagy a szerviensek végezték, hanem az ítélet szerint károsult vagy annak családja volt köteles végrehajtani. A büntetések a legtöbb esetben anyagi természetűek, súlyosabb esetben számkivetést, száműzetést jelentettek. Ennek ellenére gyakori volt az önbíráskodás, mert egyes felek igen elégedetlenek voltak az ítéletekkel. Az ilyen jellegű cselekedeteket az Althing csekély sikerrel volt képes kordában tartani.
A száműzetés mértéke három évre rúgott. A legsúlyosabb mégis a törvényen kívül való helyezés. Az így büntetett személyek (illetve azok, akik a száműzetés kimondása után nem tudták vagy nem akarták elhagyni a szigetet) gyakran útonállókká váltak, mert elvesztették minden tulajdonjogukat és bárki büntetlenül megölhette őket.
Bár a középkori izlandi független közösség nem volt ténylegesen demokratikus, de Birgir Solvason izlandi történész szerint így is elég békés és együttműködő volt a sziget társadalma, ellentétben a korabeli Angliával vagy Norvégiával. Jón Viðar Sigurðsson történész azzal érvel, hogy épp az Althing sajátos bírósági rendszere tette lehetővé, hogy 1000-ben bevezessék a kereszténységet Izlandon. Az új vallás felvételét azon megfontolás is eredményezte, hogy a vezetők el akarták kerülni, nehogy Izland hittérítő hadjáratok célkeresztjébe kerüljön.
1117-ben megírták a sziget első törvénykönyvét. A sziget középkori kormányzati rendszere is főleg írott törvénykönyvekből ismerhető meg. A jogalkotás és az igazságszolgáltatás a helyi sagákban is gyakran fő téma, de vitatható, hogy ezek pontosan tükrözik-e a szigeten uralkodó akkori viszonyokat.

## Izlandi mindennapok
A vezetők a szerviensek fegyveres erejére támaszkodtak a 11. és 12. században. A szerviensek maguk is gazdálkodók voltak az adott főúr birtokán. Ekkoriban még elég széleskörű volt a törzsfők hatalma a saját birtokukon, de ez nem jelentett egyet valamiféle állami hatalommal. Az Althing meg is foszthatott akár egy főembert hatalmától, ha az a többiekkel szembehelyezkedett. 1190 körül már csökkent a különféle főurak száma és a nagyobb régiók vezetői bizonyos mértékig központosítottabban irányították az országot. 1220-ben már egyfajta laza, konföderatív szövetség alakult ki Izlandon, ami 10-12 regionális hatalomból tevődött össze.
A vezetőség hatalmának alapját személyes tulajdonságai (pl. fizikai ereje, tudása), vagyona, baráti köre, szerviensei, rokonsága és egyes honatyák támogatása jelentették. Aki vagyonos, nagylelkű, okos és segítőkész volt, az emelkedhetett fel. Fontos volt a parasztság szerepe is, hisz a föld művelésével élelmiszert termeltek, részben ők alkották a szervienseket is, ezért esetleges fegyveres erejükre szükség volt. Helyzetük nem volt túlságosan jónak mondható, körükben is előtörtek villongások, de Izlandon soha nem került sor nyílt parasztfelkelésekre.
A rabszolgaság a 12. század elejéig jellemző volt Izlandon. Az izlandi törvények a lopást rabszolgasággal büntették, illetve törlesztés gyanánt létezett adósrabszolgaság. A rabszolgák nem voltak teljesen jogfosztottak, mert lehetett családjuk is. A 12. század második felében jelentősen csökkent a rabszolgák száma a szigeten, de bizonyos, hogy még a norvég és dán uralom idején is, körülbelül a 15. századig létezett ez az intézmény.

## Katonai erő
A sziget fegyveres erőit a goðarok szerviensei képezték, de szervezetük nagyon eltérő volt. Társadalmi helyzetük és felszerelésük alapján különböző fegyveres kompániák jöttek létre, amelyek olykor expedíciós hadtesteket alakították (ún. leiðangr). Ilyenek fedezték fel Grönlandot és Kanadát is. Az izlandi harcosok gyalogosokból tevődtek össze, a korabeli feljegyzésekben nem esik szó lovasságról, vagy olyan szervezett egységekről, amik mondjuk nyilakat használnak. A gyalogság három egységből állt: könnyűgyalogság, közepesen felszerelt és teljes fegyverzetű nehézgyalogság. Minden egységhez tartoztak íjászok és parittyások, akik a szálfegyvereseket támogatták a harcban.
A norvég uralom beköszöntéig 21 erőd és vár épült a szigeten. Az izlandiak külső ellenséggel háborút nem viseltek, de nem voltak ritkák a belviszályok és az egyes vezetők közötti összecsapások. Az Izlandon vívott csaták nem voltak hatalmas ütközetek, a csatatereken legfeljebb ezer harcos fordulhatott meg, a harcokban a veszteség is csak 15%-os volt. Az alacsony halálozási ráta a vérbosszú szokásával magyarázható. Még ha legyőzésre is került az ellenséges sereg, nem lehetett őket lemészárolni, ugyanis azt éppúgy bűnös dolognak tekintették és a harcosokat családtagjaik megbosszulhatták.

## Vallás
A kereszténység nem terjedt azon nyomban a szigeten. Az Althing rendelkezése után még több mint 50 évet kellett várni arra, hogy 1056-ban létrejöjjön az első püspökség Skálholtban, amelynek élére az Althing által megválasztott Ísleifur Gissurarson került. Az izlandi papok nem tettek nőtlenségi fogadalmat, így az első püspök utóda is később a fia lett, aki már tizedet is szedett a lakosságtól. Ez volt az első Izlandon kivetett adófajta. A tizedszedés tovább erősítette az egyház befolyását (ezáltal tett szert vagyonra), amely újabb nemzetegyesítési tényezőként lépett fel a szigeten. Az izlandi keresztény egyház annyira sajátos mintákat követett, hogy még más, a pogány viking korból való szokást is átvett. Pl. az egyházi birtokok feletti ellenőrzés még mindig a goði kezében összpontosult (aki egykor a pogány vallási vezető szerepét is betöltötte), akit a tizedből is megilletett egy rész.

## Hanyatlás
A 13. század elején már megmutatkoztak az izlandi közösség belső gyengeségei. 1220-ra már egyre több hatalom összpontosult goðarok kezében, akiknek korábban a fősége inkább szolgálati viszonyt jelentett. Most azonban a goðarok egymás rovására akarták hatalmukat kiterjeszteni, így sűrűsödtek az összecsapások. Az egyházi és a világi hatalom különvált, ami az addigi belpolitikai egyensúly felbomlását okozta, s a belviszályok miatt a termelőréteg sem volt biztonságban.
A norvég királyság már korábban is szert tett vazallusokra a szigeten néhány helyi vezető személyében. 1220-tól egyre fokozódott a norvégok nyomása, akik rendre beleszóltak a helyi ügyekbe és 1240-re már egy sor, a norvég király által protezsált személy került a szigeten a vezetői hatalomba. Ezek segítségével IV. Haakon norvég király a következő húsz évben egyre jobban megszilárdította befolyását Izland felett. Az elharapódzó belviszályok és elégedetlenség miatt Hakonnak sikerült rákényszerítenie az izlandi vezetőkre a Gamli sáttmáli-t (Régi szövetség), amely Izland de jure betagolását jelentette a Norvég Királyságba (hasonlóképp szerezte meg Hakon Grönlandot is). A dokumentumot két vezető Gissur Þorvaldsson és Hrafn Oddsson, valamint Brandur Jónsson püspök fogadta el. 1264-re a maradék vezetők is elfogadták a norvég uralmat. Az 1281-ben kibocsátott ún. Jónsbók nevű törvénykönyv jogilag is kimondta, hogy Izland Norvégia része.
1397-ben a norvég mellé már a dán uralom is párosult Izlandon, a rövidéletű kalmari unió révén. Az unió felbomlása után Dánia továbbra is Norvégia (így Izland) ura maradt, 1814 után pedig kizárólagos birtokosa lett a szigetnek. A sziget belső önrendelkezése fokozatosan csökkent és 1800-ra teljesen megszűnt. Izland 1944-ben vált először valóban szuverén, egységes állammá.

## A középkori izlandi közösség megítélése
Izlandon a norvég uralom előtt fennállt rendszert nem lehet a hagyományos értelemben igazi államnak nevezni, de ugyanakkor nem is volt valamiféle anarchokapitalista közösség, noha jogrendszere sok tekintetben mutat vele hasonlóságokat, mivel a jog érvényesítése magánjellegű volt. Léteztek törvények, bíróságok, de saját területét minden goði maga vezette egyes közösen elfogadott normák figyelembe vételével. Bizonyos ügyeket közös megvitatásra hagytak az évente összeülő Althingban. De az első parlamentnek is nevezett Althing is teljesen másképp működött, mint a mai országgyűlések.
Egyik fő hiányossága az akkori izlandi rendszernek, hogy az ember az igazát megfelelő háttérrel, azaz megfelelő erővel tudta érvényesíteni, ami jelentősen csökkentette a helyi jogrendszer igazságosságát. Nagyon sok volt a magánérdekből fakadó panasz vagy vád a bíróságokon.
Nagyon sok függött az alacsonyabb rétegek támogatásától is, mert a főbb vezetők belőlük nyerték gazdasági és katonai erejüket, ezért szükséges volt, hogy a főemberek megőrizzék jóviszonyukat szervienseikkel és szolgáikkal, továbbá a siker érdekében másokat is meg kellett győzni ügyük igazáról.